# Bordenau
Bordenau ist ein südlicher Stadtteil von Neustadt am Rübenberge in der Region Hannover, Niedersachsen (Deutschland). Bordenau ist mit seinen etwa 2800 Einwohnern der einwohnerreichste Ortsteil der Stadt Neustadt am Rübenberge.

## Geografie
Bordenau ist ein ländlicher Wohnort, der dörflichen Charakter aufweist und etwa fünf Kilometer südlich der Kernstadt von Neustadt am Rübenberge liegt. Rund zehn Kilometer westlich der Ortschaft befindet sich das Steinhuder Meer, rund 20 Kilometer südöstlich liegt Hannover.
Bordenau liegt unterhalb der Einmündung der Westaue in die Leine und wird westlich vom hier stark mäandrierenden Fluss tangiert. Das Dorf wird durch einen Deich vor den Hochwässern der Leine geschützt.
Nördlich an den Ort angrenzend liegt der u. a. als Badesee genutzte Bordenauer See.

## Geschichte
Die erste bekannte Erwähnung des Ortes erfolgte im Jahre 889 in einer Urkunde König Arnulfs von Kärnten für das Kloster Corvey. Damit ist Bordenau der älteste Ortsteil der heutigen Stadt Neustadt. 
Nördlich des Ortes bestand im 13. Jahrhundert eine Burg Bordenau der in Wunstorf sitzenden Grafen von Roden, die später unter die Herrschaft des Herzogtums Braunschweig-Lüneburg geriet. Die Herren von Campe verlegten sie zwischen 1400 und 1600 an die Stelle des heutigen Guts Scharnhorst.
1539 erhob Herzog Erich I. von Calenberg die damalige Kapelle zur Pfarrkirche. 1717 wurde die heutige St.-Thomas-Kirche errichtet, indem Teile der alten Kapelle in den neuen Baukörper eingefügt wurden.
Am 12. November 1755 wurde in Bordenau der preußische General und Heeresreformer der Befreiungskriege Gerhard von Scharnhorst geboren.
Am 8./9. Februar 1946 erreichte das Leinehochwasser den historischen Höchststand von 7,01 Meter gegenüber einem normalen Pegel von 2,75 Meter. Der Deich brach und große Teile des Dorfes standen einen Meter unter Wasser.
Bei der Volkszählung vom 13. September 1950 ergab sich, dass im Ort 1450 Einwohner in 420 Haushalten lebten.
Am 1. März 1974 wurde Bordenau in die Stadt Neustadt am Rübenberge eingegliedert.
Von 1987 bis 1991 war Bordenau Teil der Städtebaulichen Dorferneuerung (Modellvorhaben des Experimentellen Wohnungs- und Städtebaus des Bundes und Landes). In diesem Rahmen gründeten Bordenauer Bürger den 'Arbeitskreis Dorfentwicklung' und es wurden für die Zukunft der städtebaulichen Siedlungsstruktur mehrere Konzepte erstellt.
Ein Ergebnis dieses Modellvorhabens ist unter anderen das Dorfgemeinschaftshaus, das entscheidend zur Lebendigkeit des Dorflebens beiträgt. Das Gebäude wurde teilweise in Eigenleistung errichtet und befindet sich in dörflicher Verwaltung. Es steht sowohl für private Feiern als auch für vereinsgetragene oder in Eigeninitiative organisierte und kulturelle Veranstaltungen zur Verfügung.
1991 hat Bordenau für alle Teile und für das neueste Baugebiet des Dorfes eine Gestaltungssatzung eingeführt. Für den Ort bestand bis 2016 eine Baumschutzsatzung.

## Politik

### Ortsrat
Der Ortsrat von Bordenau setzt sich aus zwei Ratsfrauen und neun Ratsherren zusammen. Im Ortsrat befinden sich zusätzlich 17 beratende Mitglieder.
Sitzverteilung:
- SPD: 6 Sitze
- CDU: 4 Sitze
- UWG: 1 Sitz

(Stand: Kommunalwahl vom 9 November 2021)

### Ortsbürgermeister
Ortsbürgermeisterin ist Andrea Czernitzki (SPD). Ihr Stellvertreter ist Kai-Uwe Ullrich (SPD).

### Wappen
Der Entwurf des Wappens von Bordenau ist historisch und von unbekannter Herkunft. Die Genehmigung des Wappens wurde durch den Regierungspräsidenten in Hannover am 28. November 1969 erteilt.
| Wappen von Bordenau | Blasonierung: „Hellblauer Schild mit schrägrechtssteigendem, silbernem Balken.“ |
| Wappen von Bordenau | Wappenbegründung: Am 12. November 1755 wurde in Bordenau der spätere General Gerhard von Scharnhorst geboren. Der Rat der Gemeinde beschloss, das Wappen der Familie von Scharnhorst als Symbol des Dorfes zu übernehmen. Die Familie des großen Heeresführers erteilte dazu ihre ausdrückliche Genehmigung. |

## Kultur und Sehenswürdigkeiten

### Bauwerke
- Das heutige Gebäude der denkmalgeschützten St.-Thomas-Kirche wurde 1717 erbaut. Über dem westlichen Eingang ist ein Wappen des Stifters Christian Wilhelm von Kampen angebracht. Der Kirchplatz um die Kirche wurde neu gestaltet, so dass daraus ein öffentlicher Platz wurde. Er wird unter anderem für den Weihnachtsmarkt am ersten Adventssonntag genutzt.
- Das denkmalgeschützte Lübbertsche Haus von 1770 in der Bäckerstraße ist das älteste Bauernhaus in Bordenau. Im Rahmen des Modellvorhabens zur Städtebaulichen Dorferneuerung konnte das Lübbertsche Haus vor dem Verfall gerettet und saniert werden. Es ist heute ein Wohnhaus.
- Auf das Geburtshaus von Gerhard von Scharnhorst weist ein Denkmal vor der Einfahrt des Gutshofes Scharnhorst hin, auf dem sich das Geburtshaus des Generals befindet.

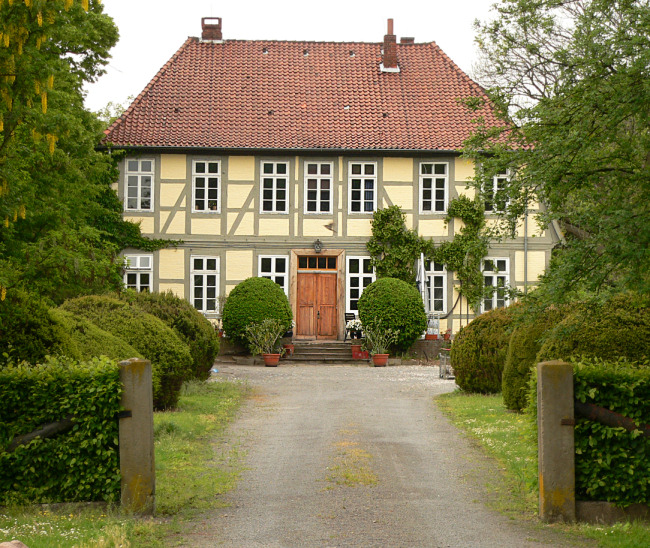
Geburtshaus von Gerhard von Scharnhorst
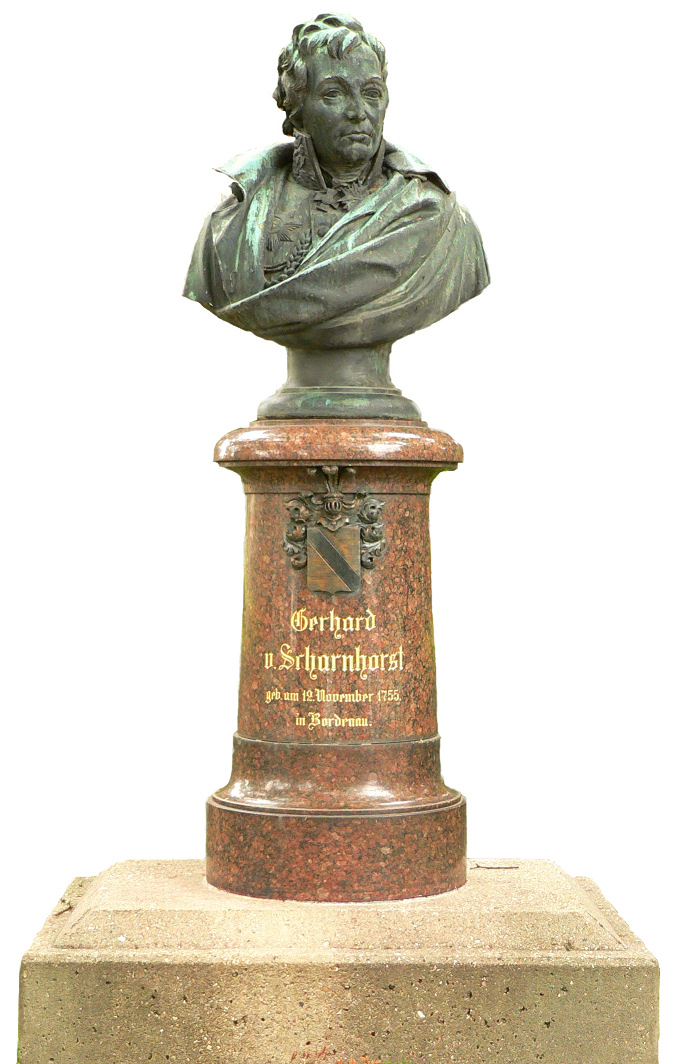
Von-Scharnhorst-Denkmal von 1905 vor seinem Geburtshaus nach einem Modell von Alexander Tondeur
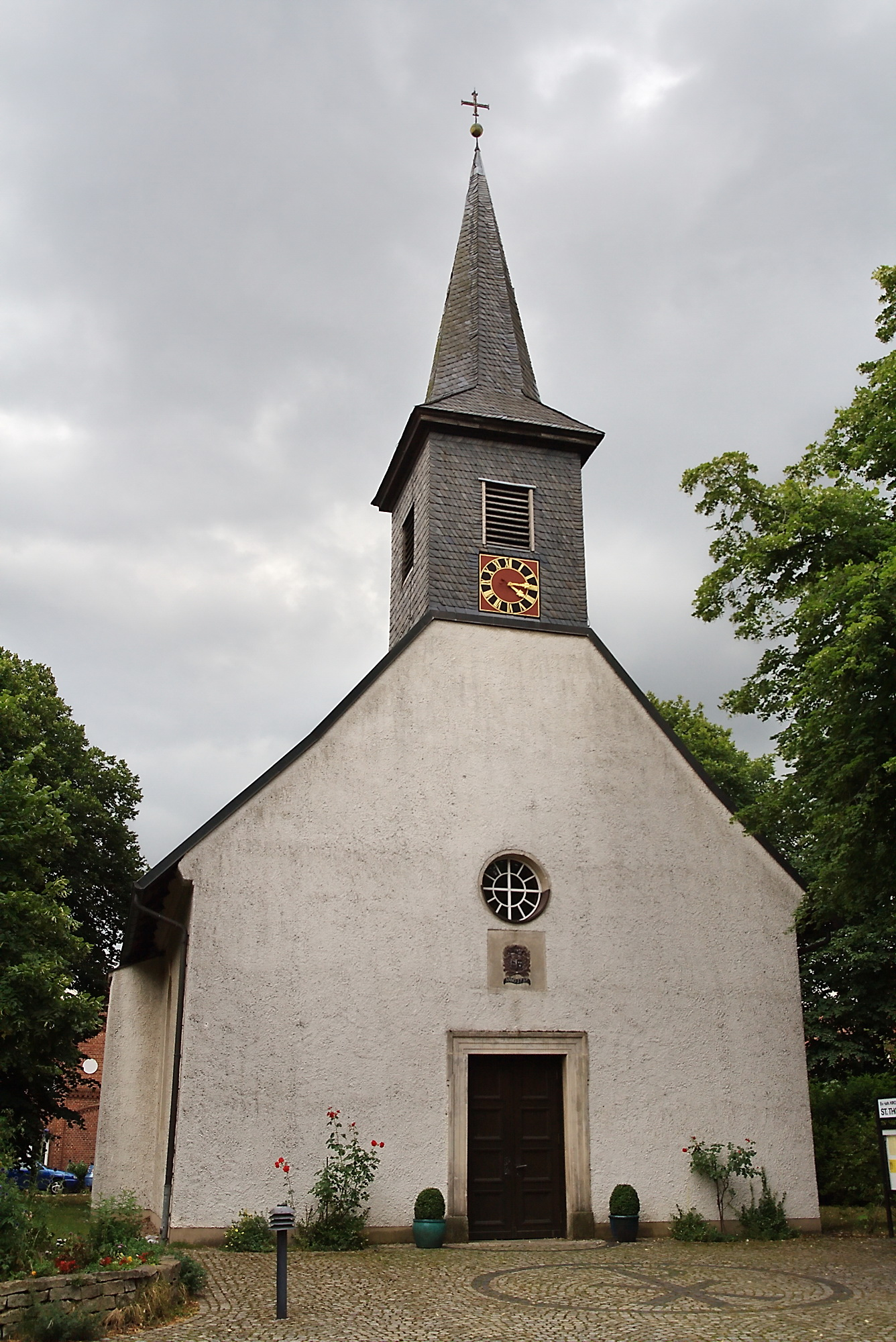
St.-Thomas-Kirche
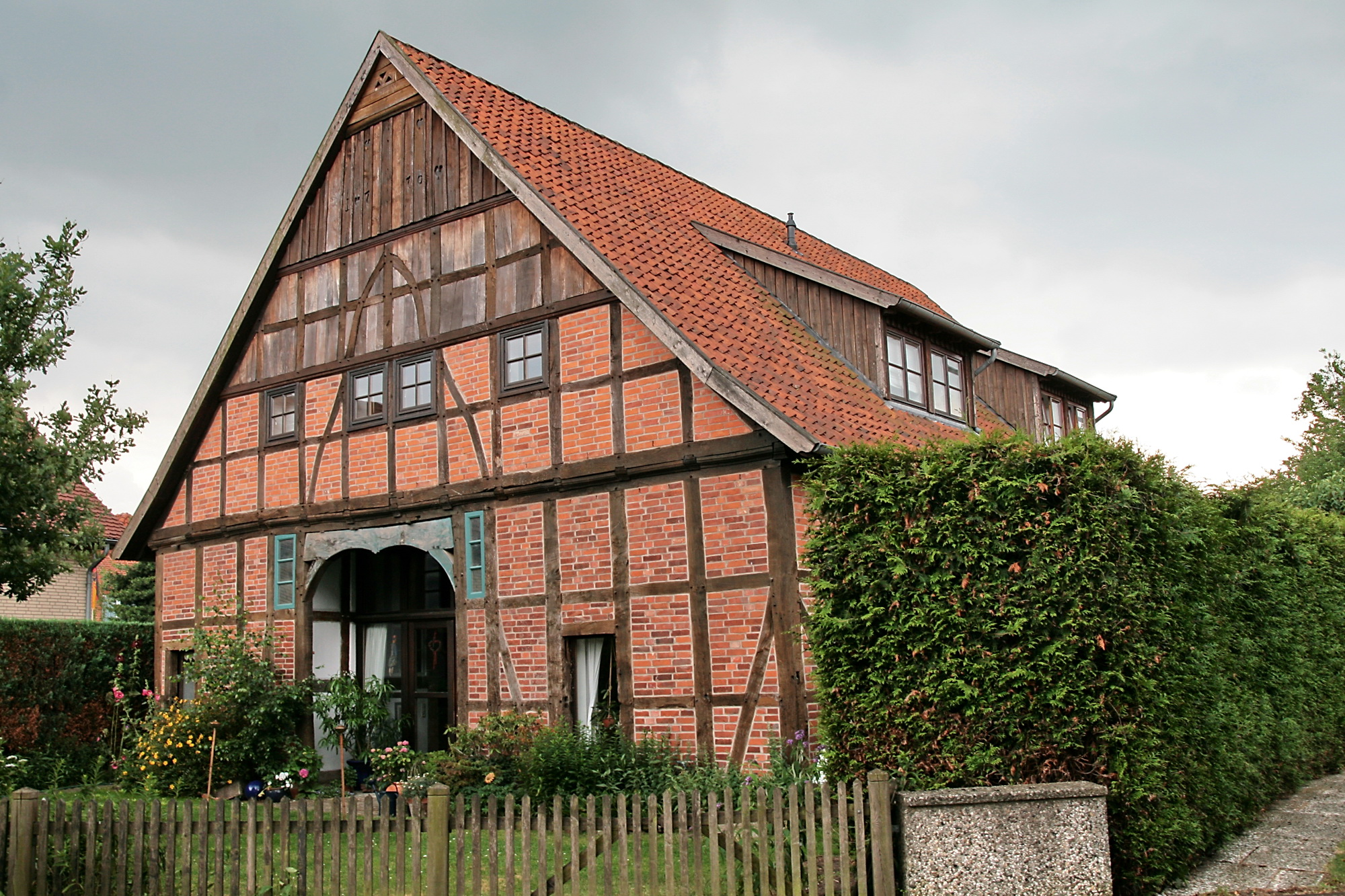
Lübbertsches Haus von 1770

### Baudenkmale
→ Siehe: Liste der Baudenkmale in Neustadt am Rübenberge

### Regelmäßige Veranstaltungen
- In Bordenau besteht eine kulturelle Arbeitsgruppe, die unter dem Namen „Kultur im DGH“ regelmäßig Veranstaltungen im Dorfgemeinschaftshaus organisiert. Auf diese Weise sind bereits zahlreiche Künstler aller Stilrichtungen in Bordenau aufgetreten. Die finanzielle Unterstützung leistet die Stiftung Bordenau.
- Ein weiterer Arbeitskreis nennt sich „Unser Dorf liest“ und bietet ebenfalls regelmäßige Veranstaltungen an. Der Schwerpunkt liegt hierbei auf der Lesung von Literatur.

## Persönlichkeiten

### Söhne und Töchter des Ortes
- Gerhard von Scharnhorst (1755–1813), preußischer General und Heeresreformer

### Personen, die mit dem Ort in Verbindung stehen
- Ingrid M. Pawlowski (1940–2010), Künstlerin, Malerei, Grafik und Skulptur, in Bordenau verstorben
- Peter Marggraf (* 1947), Bildhauer, Zeichner und Büchermacher